# Jüdischer Friedhof Frankenberg (Eder)
Der Jüdische Friedhof Frankenberg (Eder) ist ein Friedhof in der Stadt Frankenberg (Eder) im Landkreis Waldeck-Frankenberg in Hessen.
Der jüdische Friedhof liegt innerhalb der Kernstadt Frankenberg am Gernshäuser Weg zwischen dem Hainstockweg und der Waldecker Straße. Auf dem 679 m² großen Friedhof sind ca. 70 Grabsteine erhalten geblieben.

## Geschichte
Die jüdische Gemeinde Frankenberg hatte seit 1868 einen eigenen Friedhof. Vorher wurden die Toten der jüdischen Gemeinde in Frankenau beigesetzt. In der NS-Zeit – im Jahr 1937 – wurde der Friedhof verwüstet, jedoch auf Befehl der amerikanischen Militärregierung noch 1945 wieder hergerichtet und die über 70 umgeworfenen Grabsteine wieder aufgerichtet. Im Jahr 1982 wurde der jüdische Friedhof erneut geschändet.